# Platypalpus vegetus
Platypalpus vegetus är en tvåvingeart som beskrevs av Frey 1943. Platypalpus vegetus ingår i släktet Platypalpus och familjen puckeldansflugor. Inga underarter finns listade i Catalogue of Life.